# 马甸桥站
马甸桥站是北京地铁12号线上一座车站，位于北京市西城区德胜街道与海淀区花园路街道交界北三环中路、德胜门外大街、京藏高速交叉口马甸桥东侧下方。
该站原名马甸站，根据2023年7月21日北京市规划和自然委员会公示更名为马甸桥站，2024年1月3日定名马甸桥站。本站于2024年12月15日随12号线一期开通运营。

## 车站结构

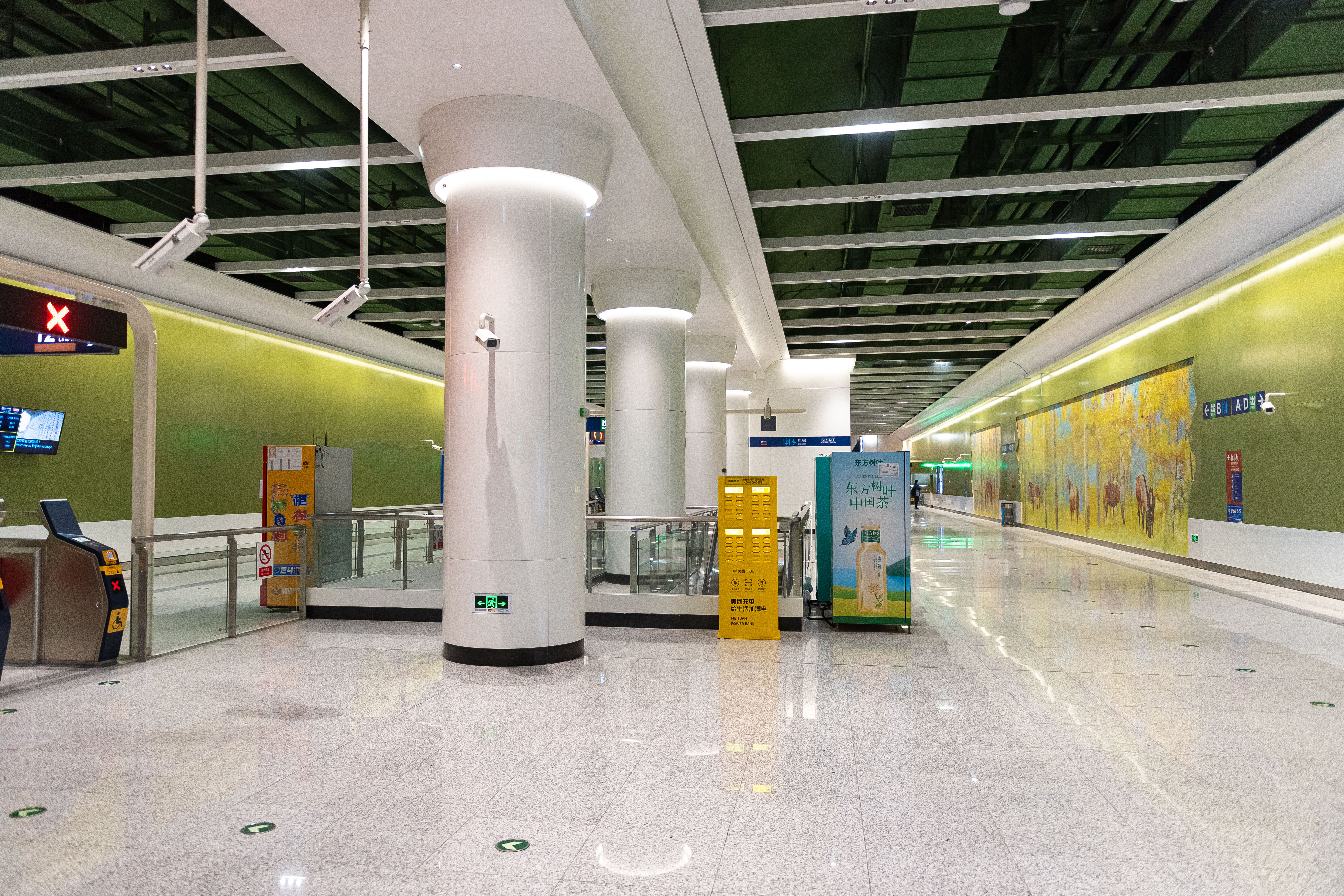
站厅

马甸桥站是一座暗挖双层单柱两跨标准岛式车站，全长281.6米，站台宽度12米，主体结构宽度21.3米，结构覆土约10.94米，中心里程处轨面标高22.033米。本站设有4个出入口、4个风道、3个安全出口及一个无障碍电梯口。

### 车站楼层
| G                 | 地面 | 出入口 |
| B1                | 站厅 | 客务中心、自动售票机、进出站闸机                                                                                |
| B2                | 站台 | \| \| \| █ 12号线往四季青桥（北太平庄） \| \| 島式 · 開左邊车门 \| \| \| \| \| \| █ 12号线往东坝北（安华桥） \| |
|                   |      | █ 12号线往四季青桥（北太平庄）                                                                                  |
| 島式 · 開左邊车门 |      | |
|                   |      | █ 12号线往东坝北（安华桥）                                                                                      |

### 出入口
马甸桥站原计划设有4个出入口，但实际只建成3个出入口，C出入口尚未开工建设。

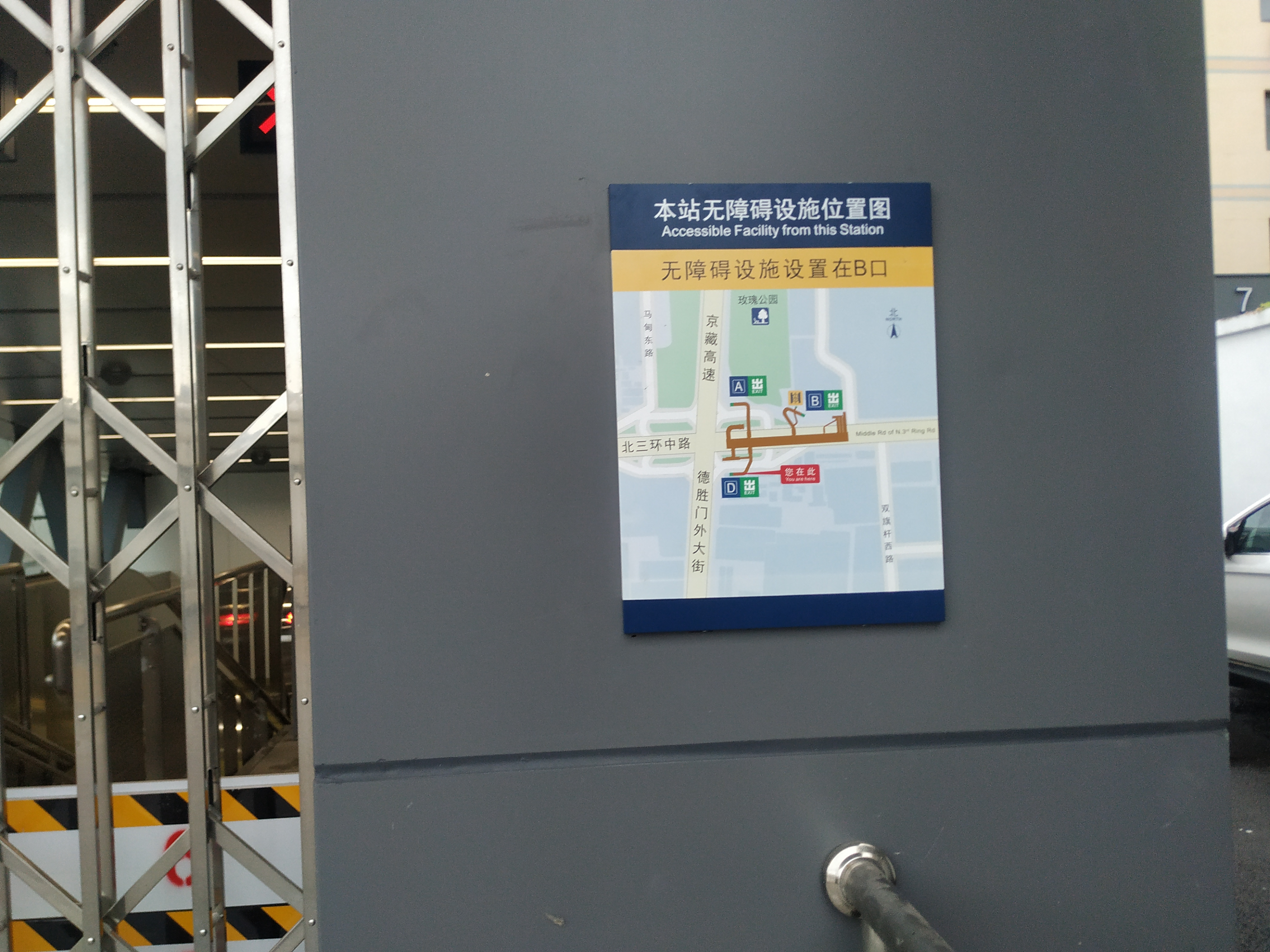
马甸桥站示意图，未标注尚未开工建设的C出入口

|                       |            |                  |      |            |
| 编号                  | 指示       | 建议前往的目的地 | 图片 | 无障碍设施 |
| 出口 · A              |            |                  |      | 不適用     |
| 出口 · B · 升降机标志 | 北三环中路 |                  |      |            |
| 出口 · D              |            |                  |      | 不適用     |
| 註： 設有             |            |                  |      |            |